# Miguel Checa y Checa
Miguel de los Santos Checa y Checa fue un hacendado y político peruano.
Nació en Tambogrande, Perú, el 5 de julio de 1860, siendo el tercer y último hijo de Manuel José Checa y Valdivieso y Rosa de Valdivieso y Carrión además del único hombre. Fue bautizado en la Iglesia Parroquial de San Andrés de Tambogrande el 16 de noviembre de 1860. Se casó con Victoria Luisa Eguiguren Escudero el 15 de octubre de 1887 y tuvo catorce hijos entre los que desctacan Miguel Antonio, Juan Enrique y Jorge que fueron representantes al Congreso por el departamento de Piura y Manuel José quien fue Alcalde de Piura. Fue propietario de la hacienda Sojo cuya casa hacienda fue declarada Patrimonio Histórico de la Nación por R.S. 505-74-ED el 15 de octubre de 1974. La localidad donde se encuentra esta hacienda, en la provincia de Sullana, fue nombrada en 1950 como distrito de Miguel Checa en su homenaje.
Fue elegido como diputado por la provincia de Paita para el periodo de 1907 a 1912 durante el primer gobierno de Augusto B. Leguía. Adicionalmente ocupó los cargos de Alcalde de Piura, Presidente de la Junta Departamental de Piura y miembro de la Beneficencia Pública de Piura.
Falleció en Piura el 19 de octubre de 1935